# Anyphops benoiti
Anyphops benoiti là một loài nhện trong họ Selenopidae.
Loài này thuộc chi Anyphops. Anyphops benoiti được J. A. Corronca miêu tả năm 1998.